# Ebenbürtigkeit
Ebenbürtigkeit (Duits) is een juridische term. Twee partners waren in de standenmaatschappij van de middeleeuwen en in het Duitse adelsrecht tot aan de Tweede Wereldoorlog alleen ebenbürtig wanneer zij tot dezelfde stand behoorden en daarbinnen trouwden (= standesgemäße Ehe). De nadelen die een huwelijk met standsverschil voor de echtgenote en de kinderen van lagere edelen meebracht, zijn in het Pruisische Burgerlijk Recht pas in 1854 opgeheven. Voor de grafelijke families en de hoge adel verdwenen de consequenties pas met het oprichten van de egalitaire Bondsrepubliek Duitsland.

## Ebenbürtigkeit en de huwelijken van de hoge adel
Ebenbürtigkeit is ook een term die aanduidt dat een persoon gerechtigd is om een huwelijk te sluiten met een lid van een regerend, of voorheen regerend, vorstenhuis.
De term "ebenbürtig" is al langer in gebruik om er die hoge edelen mee aan te duiden die een dergelijk huwelijk konden sluiten. Het was een privilege van een vorst van het Heilige Roomse Rijk van de Duitse Natie. Toen meer dan honderd van deze vorsten in 1803 bij de Reichsdeputationshauptschluss de gebieden waarover zij regeerden verloren, kregen zij als compensatie de "Ebenbürtigkeit" voor deze gemediatiseerde families. Tijdens het Congres van Wenen legden de deelnemende landen de Ebenbürtigkeit van een aantal families nogmaals vast en in artikel 14 van de "Deutsche Bundesakte", de nieuwe Duitse grondwet van 1815, werd vastgelegd dat de gemediatiseerde huizen tot de hoogste adel behoorden en daarin de gelijken waren van de regerende huizen.
Het betekende dus dat de talrijke Duitse vorstengeslachten beschikbaar bleven als huwelijkspartners voor de overgebleven 28 Duitse vorsten en de buitenlandse vorstelijke families.
Bij het zoeken naar partners voor de koninginnen Wilhelmina en Juliana speelde Ebenbürtigkeit nog een grote rol. Aangezien Bernhard sinds 1916 opvolgingsrechten had op de troon van Lippe was hij sindsdien ebenbürtig (bij zijn geboorte werd Bernhard als gevolg van het morganatisch huwelijk van zijn ouders geen lid van het huis Lippe, en dus niet ebenbürtig). De Duitse diplomaat Claus von Amsberg was van lage adel en dus niet ebenbürtig. Omdat aan Ebenbürtigkeit in de loop der jaren minder waarde werd gehecht, kon het huwelijk toch doorgang vinden.
Ook in andere Europese landen werden er huwelijken afgesloten met de lagere adel of met gewone burgers. In 1968 werd het huwelijk van kroonprins Harald van Noorwegen met de gewone burger Sonja Haraldsen nog geboycot door de Europese adel. De Zweedse koning Carl XVI. Gustaf en Silvia Sommerlath veroorzaakten in 1976 opschudding, maar aan het begin van de 20e en 21e eeuw is de keuze van burgerlijke echtgenoten in de heersende families van Europa al lang de regel geworden. Zoals intussen bekend hebben de latere koningin Beatrix van Nederland in 1966, de latere koning Filip van België in 1999 en erfgroothertog Guillaume van Luxemburg in 2012 hun echtgenoten uit de lagere adel gekozen.
Sommige voormalige regerende families in Duitsland (bijvoorbeeld het huis Hohenzollern) schrijven hun prinsen en prinsessen nog steeds, in de zogenaamde huiswetten, een huwelijk met een ebenbürtige partner voor. Het overtreden van deze regel betekent dat men zijn titel en koninklijke rang verliest. De huidige Duitse wet, die geen adeldom meer kent en van egalitaire republikeinse principes uitgaat, erkent de geldigheid van deze regels niet meer. De voormalige adellijke titels zijn een onderdeel van de achternaam geworden en gaan niet verloren, tenzij men een formele naamswijziging aanvraagt.
Het tegendeel van een "ebenbürtig" huwelijk is een morganatisch huwelijk, een bijzondere vorm van mesalliance.